# Chřástal aucklandský
Chřástal aucklandský (Lewinia muelleri) je malý chřástalovitý pták, který se endemitně vyskytuje na Aucklandových ostrovech (cca 500 km jižně od Nového Zélandu). Chřástal byl původně považován za poddruh chřástala bledoprsého (Lewinia pectoralis), dnes je však považován za samostatný druh.
Jedná se o přisedlého ptáka o velikosti 21 cm, váze 90 g a s kryptickým opeřením. O biologii druhu je známo jen minimum informací z důvodu skrytého způsobu života druhu i špatné přístupnosti ostrovů. Celková populace druhu se odhaduje na 2000. Vyskytuje se na Adamsově ostrově a ostrově Zklamání, z Aucklandova i Enderbyova ostrova vymizel po introdukci savců (koček, dobytka, divokých prasat a myší).

## Taxonomie
Druh poprvé popsal Lionel Walter Rothschild, druhý baron Rothschild v roce 1893. Tento chřástal byl původně považován za poddruh chřástala bledoprsého (Lewinia pectoralis) a teprve později byl uznán za samostatný druh.
Chřástal aucklandský se řadí do rodu Lewinia spolu s jihoasijskými, australskými a novoguinejskými chřástaly, zatímco chřástal weka z novozélandské pevniny se řadí do rodu Gallirallus.

## Popis
Chřástal aucklandský je malý pták nenápadného zabarvení, tmavší a menší než chřástal bledoprsý. Délka těla chřástala aucklandského dosahuje 21 cm, váha kolem 90 g. Hřbet, křídla a svrchní krovky ocasní jsou olivově hnědé s černým krátkým pruhováním. Hlava je červenohnědá, hruď a krk šedé. Boky a spodní krovky ocasní jsou jasně bílo-černě příčně pruhované. Středně dlouhý zobák je úzký, jeho zbarvení je do červena s šedým zakončením. Nohy jsou bledě hnědé.

## Biologie a chování
O biologii druhu není známo mnoho informací. Chřástalové jsou velmi malí a žijí skrytým způsobem života, až se v první polovině 20. století myslelo, že jsou vyhynulí. Mezi lety 1893–1966 totiž nebyli vůbec spatřeni. Biotop druhu tvoří hustá nízká vegetace, především ostřice, kapradiny a různé druhy trav. Žijí usedavým způsobem života a stejně jako řada ostatních chřástalů jsou patrně teritoriální.
O hnízdění druhu je známo jen minimum informací. Ke snášení vajec patrně dochází v říjnu a listopadu. Elipsovitá vejce jsou krémově bílá s tmavšími flíčky při široké spodní straně. Rozměr vejce je cca 34×25 mm a váží 10 g. Hnízda mají miskovitý tvar a jsou dobře ukryta v husté vegetaci.
I přes svůj skrytý způsob života se chřástal velmi hlasitě projevuje hlasitým kek opakovaným cca 10× za sebou, nebo krátkým, hlasitým a pronikavým hvízdáním opakovaným cca 50× po sobě, což trvá asi 12 vteřin. Nad to ptáci vydávají řadu chrčivých a klikacích zvuků a samice vydávají hlasitý kvičící zvuk. Živí se mořskými bezobratlými živočichy.

## Rozšíření a populace
Chřástalové se vyskytují pouze na dvou ostrovech Aucklandovova souostroví, a sice na Adamsově ostrově (cca 100 km²) a na ostrově Zklamání (cca 3 km²). Na ostrově Zklamání byl druh objeven až v roce 1993. Na Aucklandově ostrově se chřástalové s největší pravděpodobností původně vyskytovali také, avšak následkem introdukce divokých prasat a koček došlo k jejich vyhynutí. Zatímco kočky chřástaly lovily, divoká prasata způsobila razantní změny ve vegetačním pokryvu ostrova. Podobně i na Enderbyho ostrově došlo k vyhynutí chřástalů následkem introdukce dobytka, králíků a myší. Je možné, že se chřástalové vyskytují i na nějakém z menších Aucklandových ostrovů, avšak zatím nedošlo k jejich objevení.
Mezinárodní svaz ochrany přírody druh hodnotí jako zranitelný z důvodu geograficky úzkého rozšíření pouze na dvou místech. Celková populace se odhaduje na cca 2000 jedinců (1500 na Adamsově ostrově, 500 na ostrově Zklamání). Hlavní hrozbu druhu představuje potenciální introdukce suchozemských savců z Aucklandova ostrova, který se nachází jen několik set metrů od Adamsova ostrova. Populace druhu je jinak stabilní.